# Dommartin (Doubs)
Dommartin ist eine französische Gemeinde mit 819 Einwohnern (Stand: 1. Januar 2022) im Département Doubs in der Region Bourgogne-Franche-Comté.

## Geographie
Dommartin liegt auf 806 m über dem Meeresspiegel, etwa fünf Kilometer nordwestlich der Stadt Pontarlier (Luftlinie). Das Haufendorf erstreckt sich im Jura, im östlichen Teil des weiten Hochplateaus von Arlier (Pontarlier-Frasne), am Drugeon, südlich der Anhöhe der Côte du Fol. 
Die Fläche des 6,39 km² großen Gemeindegebiets umfasst einen Abschnitt des französischen Juras. Der südöstliche Teil des Gebietes wird vom Hochplateau von Arlier eingenommen, das durchschnittlich auf 810 m liegt und überwiegend von Wiesland bedeckt ist. Früher mäandrierte der Drugeon durch diese Ebene; heute ist er kanalisiert und entwässert das Gebiet nach Nordosten zum Doubs. Im Osten reicht der Gemeindeboden bis an den Stadtrand von Pontarlier. Nach Norden erstreckt sich das Gemeindeareal über einen Steilhang auf den breiten Kamm der Côte du Fol, der fast durchgehend bewaldet ist. Hier wird mit 944 m die höchste Erhebung von Dommartin erreicht.
Zu Dommartin gehört die Siedlung La Côte (850 m) am Hang der Côte du Fol am Rand der Ebene von Arlier. Nachbargemeinden von Dommartin sind Val-d’Usiers im Norden, Vuillecin, Doubs und Pontarlier im Osten sowie Houtaud im Süden und Westen.

## Geschichte
Der Ortsname leitet sich von der lateinischen Bezeichnung Domnus Martinus (heiliger Martin) her. Im Mittelalter bildete Dommartin eine eigene kleine Herrschaft. Durch eine schwere Pestepidemie wurde die Bevölkerung 1636 stark dezimiert. Zusammen mit der Franche-Comté gelangte das Dorf mit dem Frieden von Nimwegen 1678 an Frankreich.

## Sehenswürdigkeiten

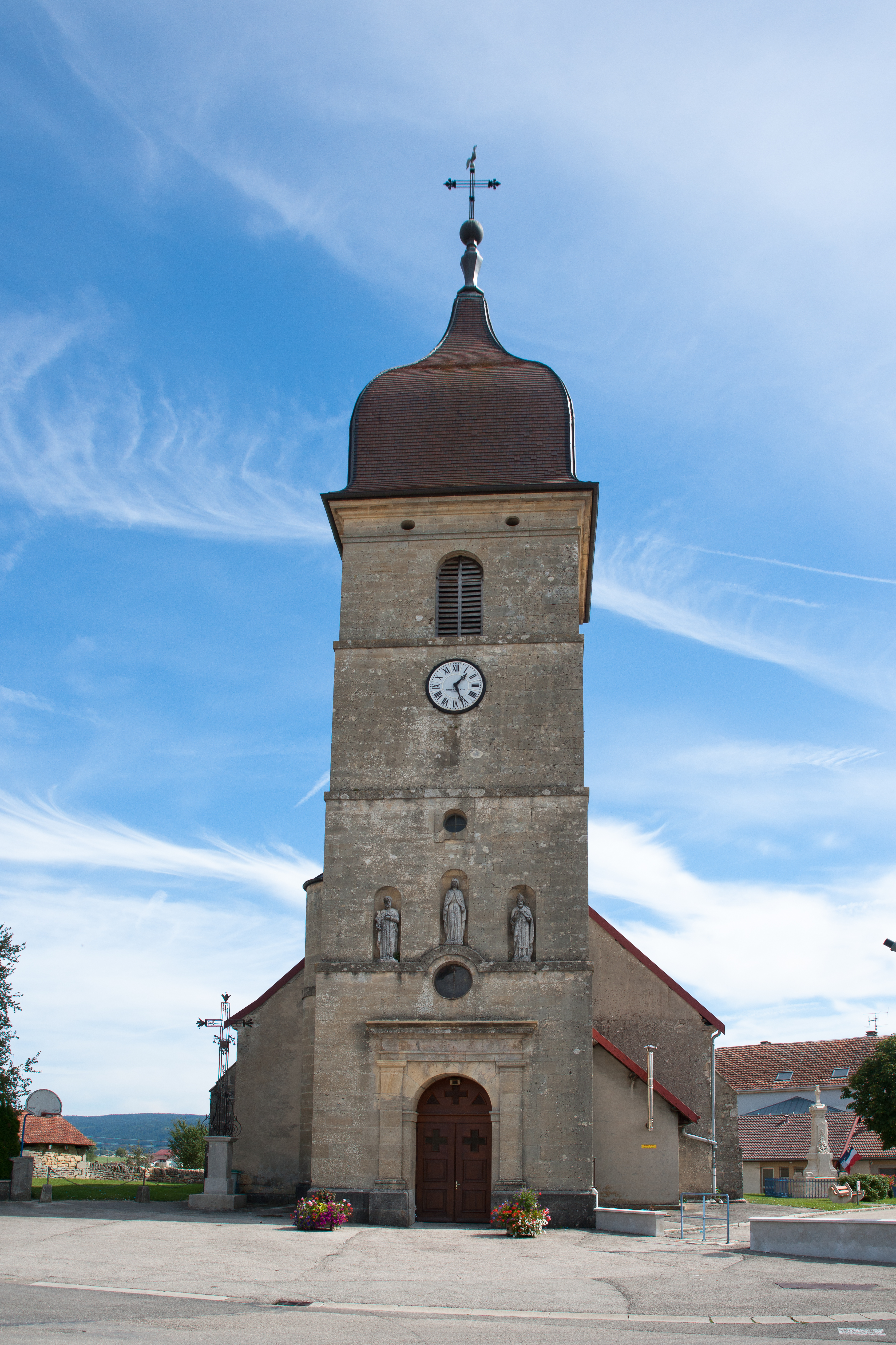
Kirche St. Martin

Die Dorfkirche Saint-Martin wurde im 17. Jahrhundert im gotischen Flamboyantstil errichtet. Der Chorraum wird von zwei Seitenkapellen flankiert; das Schiff wurde im 18. Jahrhundert restauriert. Zur Ausstattung gehören unter anderem zwei bemerkenswerte Statuen aus dem 16. Jahrhundert. Ebenfalls aus der Mitte des 17. Jahrhunderts stammt die Kapelle Niai-Nion am Fuß der Côte du Fol.

## Bevölkerung
| Jahr                       | 1962 | 1968 | 1975 | 1982 | 1990 | 1999 | 2006 | 2016 |
| Einwohner                  | 181  | 210  | 292  | 482  | 466  | 492  | 544  | 694  |
| Quellen: Cassini und INSEE |      |      |      |      |      |      |      |      |

Mit 819 Einwohnern (1. Januar 2022) gehört Dommartin zu den kleinen Gemeinden des Départements Doubs. Nachdem die Einwohnerzahl in der ersten Hälfte des 20. Jahrhunderts abgenommen hatte (1886 wurden noch 258 Personen gezählt), wurde seit Beginn der 1960er Jahre wieder ein markantes Bevölkerungswachstum verzeichnet. Seither hat sich die Einwohnerzahl fast verdreifacht. Außerhalb des alten Ortskerns wurden zahlreiche neue Einfamilienhäuser erstellt.

## Wirtschaft und Infrastruktur
Dommartin war bis weit ins 20. Jahrhundert hinein ein vorwiegend durch die Landwirtschaft, insbesondere Milchwirtschaft und Viehzucht geprägtes Dorf. Daneben gibt es heute einige Betriebe des lokalen Kleingewerbes, vor allem Geschäfte des Einzelhandels. Mittlerweile hat sich das Dorf auch zu einer Wohngemeinde gewandelt. Viele Erwerbstätige sind Wegpendler, die in den größeren Ortschaften der Umgebung, hauptsächlich in Pontarlier ihrer Arbeit nachgehen.
Die Ortschaft ist verkehrstechnisch gut erschlossen. Sie liegt nahe der Hauptstraße D72, die von Pontarlier nach Salins-les-Bains führt. Weitere Straßenverbindungen bestehen mit Vuillecin und Doubs.